# Slag bij Edessa

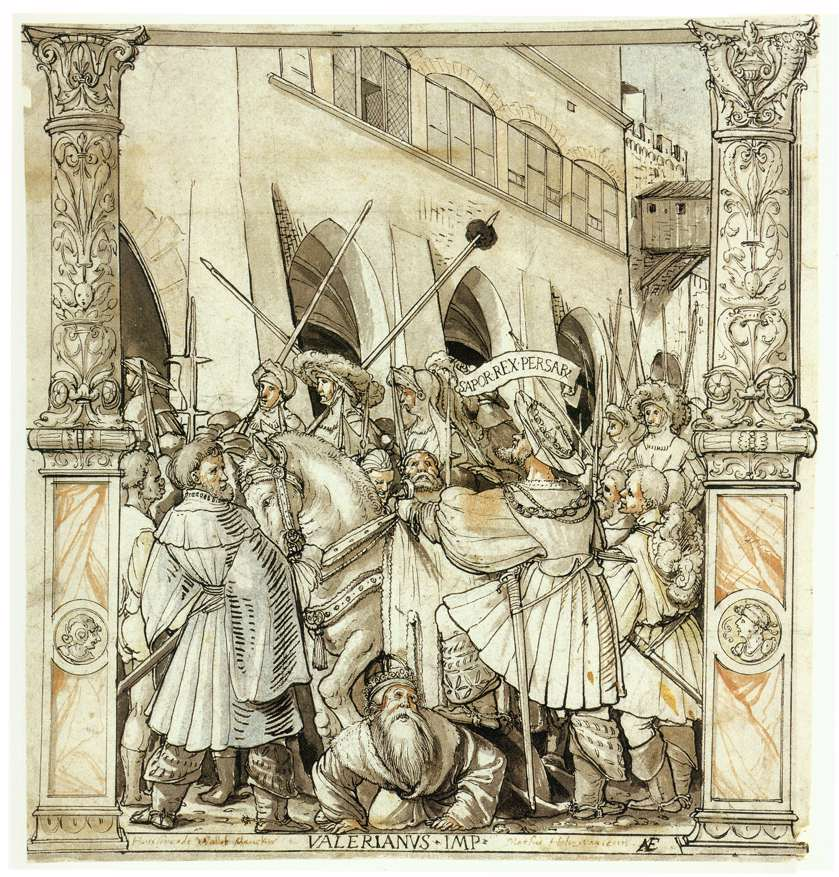
De vernedering van Valerianus door Shapur (Hans Holbein de Jongere, 1521, pen en zwarte inkt op kalk (Kunstmuseum Basel).

De Slag bij Edessa vond in 259 of 260 plaats tussen de legers van het Romeinse Rijk onder bevel van keizer Valerianus I en het Sassanidische leger onder leiding van de koning der koningen (sjahansjah) Shapur I. Deze laatste wist een beslissende overwinning te behalen. Het gehele Romeinse leger werd gedood of gevangengenomen. De Perzen leden slechts minimale verliezen. Keizer Valerianus werd gevangengenomen en weggevoerd naar Perzië, waar hij niet meer levend zou terugkomen. Edessa is nu de stad Şanlıurfa in Zuidoost-Anatolië.